# Can Pere Torn del Serrat
Can Pere Torn del Serrat era un mas del vilatge de les Casetes del Congost a Santa Eugènia del Congost, municipi de Tagamanent (Vallès Oriental, Catalunya). La masia fou enderrocada i ara una nova construcció en conserva el nom. Situada sota les faldes nord-oest del turó de Seguer, s'hi arriba pel camí propi de la casa. És una obra inclosa en l'Inventari del Patrimoni Arquitectònic de Catalunya.

## Descripció
Era una casa aïllada de planta baixa i pis. Dos cossos perpendiculars formen una era davant de la façana. Disposa d'una teulada a doble vessant amb aiguavés als costats i ràfec a la catalana. Compta amb una porta rectangular amb dovelles i una grossa llinda amb la inscripció: CASA + DE PER / A TORNT + CERRTI 1689. Al damunt de la porta, un arc de descàrrega. Tres grosses finestres també allindanades. Al mig, rellotge de sol (prop del segle xviii).

## Història
L'heretatge agrari de Can Pere Torn del Serrat, era conformat per l'antiga masia del segle xvii, any 1680 i les terres situades al Pla de la Perera, entre el Bosc de La Casa Nova i el Bosc del Pla. És esmentada en una obra cabdal per conèixer la toponímia de Tagamanent.
Les primeres notícies i documents notarials de l'Arxiu Família Vila-Torn de Tagamanent, ens esmenten quan era un Alou del Senyor Comte de Centelles, aquest en feia establiments a rabassa morta a diferents pagesos de les parròquies de Santa Maria de Tagamanent, de la de Vallcàrquera i de Sant Pere de Valldaneu (establiments del Mas Iglésies any 1599, del Mas Puig any 1666), en el paratge i casa anomenats Pla de la Perera.
El Mas prengué el nom del jove Pere Torn "pagès de la parra" que el 28 de gener de l'any 1680 li fou establit a rabassa morta aquest paratge per part de l'esmentat Senyor Comte de Centelles, en Francesc de Blanes-Carròs-Desbac-Descatllar. Varen ser vuit generacions de la nissaga Torn, tenint-ne cura de la terra, de la Família, de l'economia i de les tradicions, a una època força convulsa de la societat de la Vall del Congost i per extensió de tot el Principat de Catalunya (segles XVII-XVIII i XIX); fins que l'any 1888 una part de la Família Torn-Vila baixà a viure-hi a l'Hostal de La Casa Nova de can Pere Torn.
Can Pere Torn del Serrat de la Família Vila-Torn, fou permutat a finals de la dècada del 1950, pel Bosc de la Casa Nova del mas el Folló de Na Maria Escursell Casanovas.

## Hereus i cònjuges del Mas Can Pere Torn del Serrat
- Pere Torn (s.XVII)[3]
- Antoni Torn (s.XVII-XVIII)
- Francesc Torn (s.XVIII) - Teresa
- Isidre Torn (s.XVIII) "Ysidro Torn del Serrat"[3] - Esperança Fontderola
- Jaume Torn Fontderola (s.XVIII) - Maria Arnau
- Antoni Torn Arnau (s.XVIII) - Margarida Vila, era Donzella (Pubilla) de Cal Petit (Tagamanent)
- Isidre-Arnau Vila Torn (s.XIX) - Cristina Torn del Serrat (de Parets del V.)
- Bonaventura Vila Torn (s.XIX) - Margarida Prat Gatius
- Josep-Arnau Vila Prat (s.XIX-XX) - Casilda Roger Millars
- Jacint Vila Roger (s.XX) - Dolors Sans Masó
- Josep Vila Sans (1918-2002) - Rosa Guillot Ruiz (1923-2013)